# قرعاوات
القرعاوات (الاسم العلمي: Cucurbitoideae) هي أسرة من النباتات تتبع فصيلة القرعية من الرتبة القرعيات.

## قبائل
- القرعاوية
- الجوليفاوية
- البويطيخاوية
  - البويطيخ